# John Norton (atleet)
John Kelley ("John") Norton (Santa Clara, 16 april 1893 – New York, 28 december 1979) was een atleet uit de Verenigde Staten van Amerika die vooral deelnam aan de 400 m horden.
Norton nam namens de Verenigde Staten deel aan de Olympische Zomerspelen 1920 in Antwerpen. Hij deed alleen mee op de 400 m horden, waar hij de zilveren medaille won. Met een tijd van 54,6 eindigde hij achter zijn landgenoot Frank Loomis (goud; 54,0) en voor zijn landgenoot August Desch (brons; 54,7).
Hij was aangesloten bij de Olympic Club in San Francisco.
- Library of Congress Control Number: no2013088111
- Virtual International Authority File: 305236804
- WorldCat: E39PBJxhtxhh3xgBQTYjk3T4MP